# 小行星3299
小行星3299（英語：3299 Hall）是一颗围绕太阳公转的小行星。1980年10月10日，卡羅琳·舒梅克在帕洛马山发现了此天体。
这颗小行星的绝对星等为242.1651687357626等。